# アーバーランド・センター
アーバーランド・センター（Arborland Center）は、アメリカ合衆国ミシガン州アナーバーにあるショッピングモールである。現在はAmCap Incorporatedにより所有されている。アーバーランド・センターはハイウェイ23とハイウェイ17が交わる場所に位置している。1961年にオープンした。